# Museo Bodoni
El Museo Bodoni es un museo dedicado a Giambattista Bodoni, situado en el edificio del Palazzo della Pilotta en las instalaciones de la Biblioteca Palatina de Parma.
La colección del museo está compuesto por miles de volúmenes, rica correspondencia y varias herramientas tipográficas de la Imprenta de Bodoni. La colección dedicada a la historia del libro, compuesta tanto por manuscritos como por ediciones impresas, constituye una de las secciones más prestigiosas del museo.
El concepto de un museo que alberga los tesoros de la Imprenta de Bodoni se remonta a 1940. El material, rescatado del bombardeo que destruyó la Biblioteca Palatina durante la Segunda Guerra Mundial, fue finalmente ensamblado y expuesto en el museo en 1963.
Después de una intensa fase de actividad e investigación, el museo luchó entre 1983 y 1999, siendo refinanciado y reabierto en repetidas ocasiones. En 2004 el museo se unió a la Asociación de Museos Europeos de la Imprenta y en 2005 ingresó al Consejo de Gobierno de la Associazione Italiana dei Musei della Stampa e della carta (AIMSC ).